# Tacinga palmadora
Tacinga palmadora (Britton & Rose) N.P.Taylor & Stuppy, es una especie de planta de flores perteneciente a la familia  Cactaceae. 

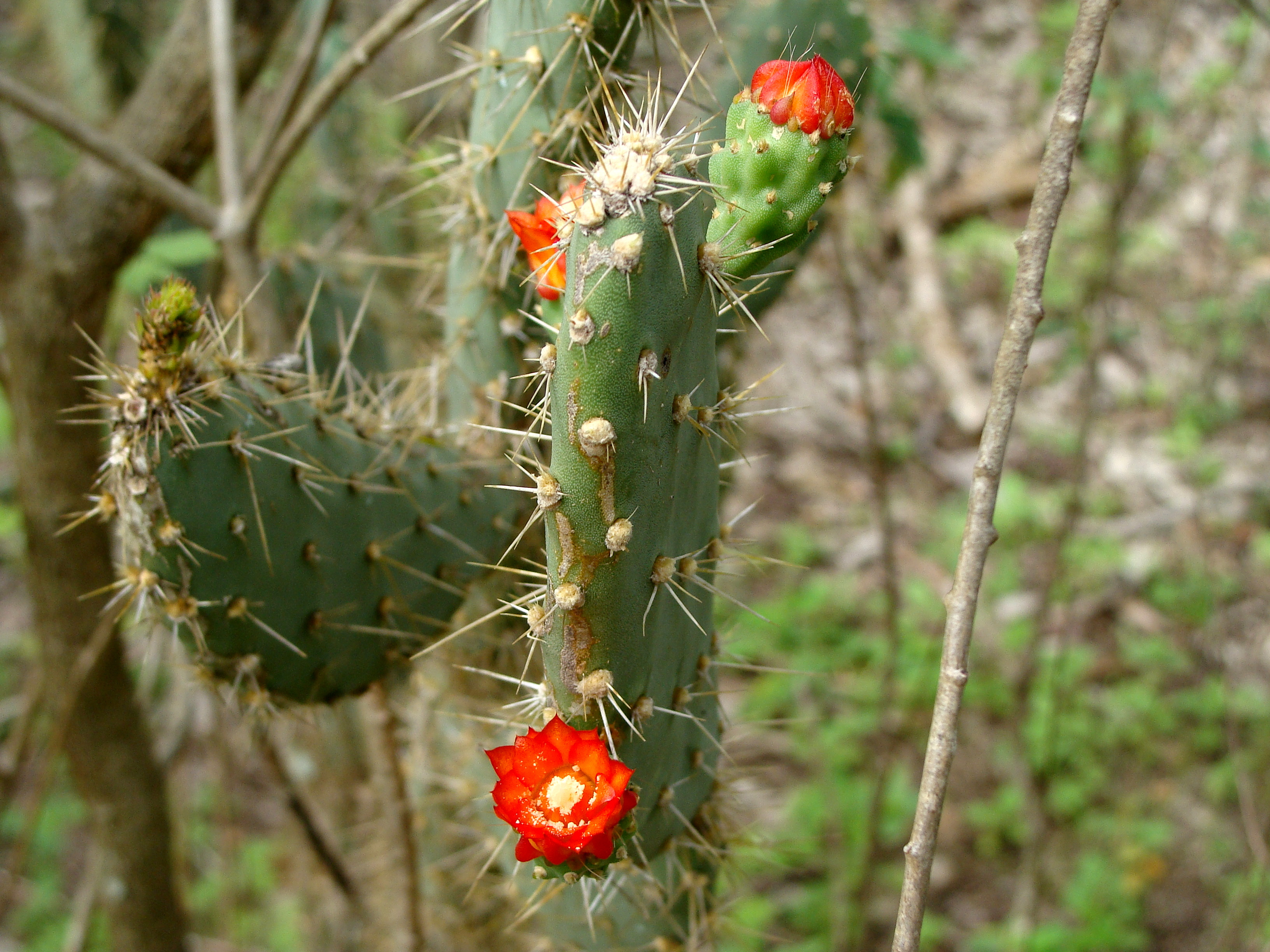
Detalle

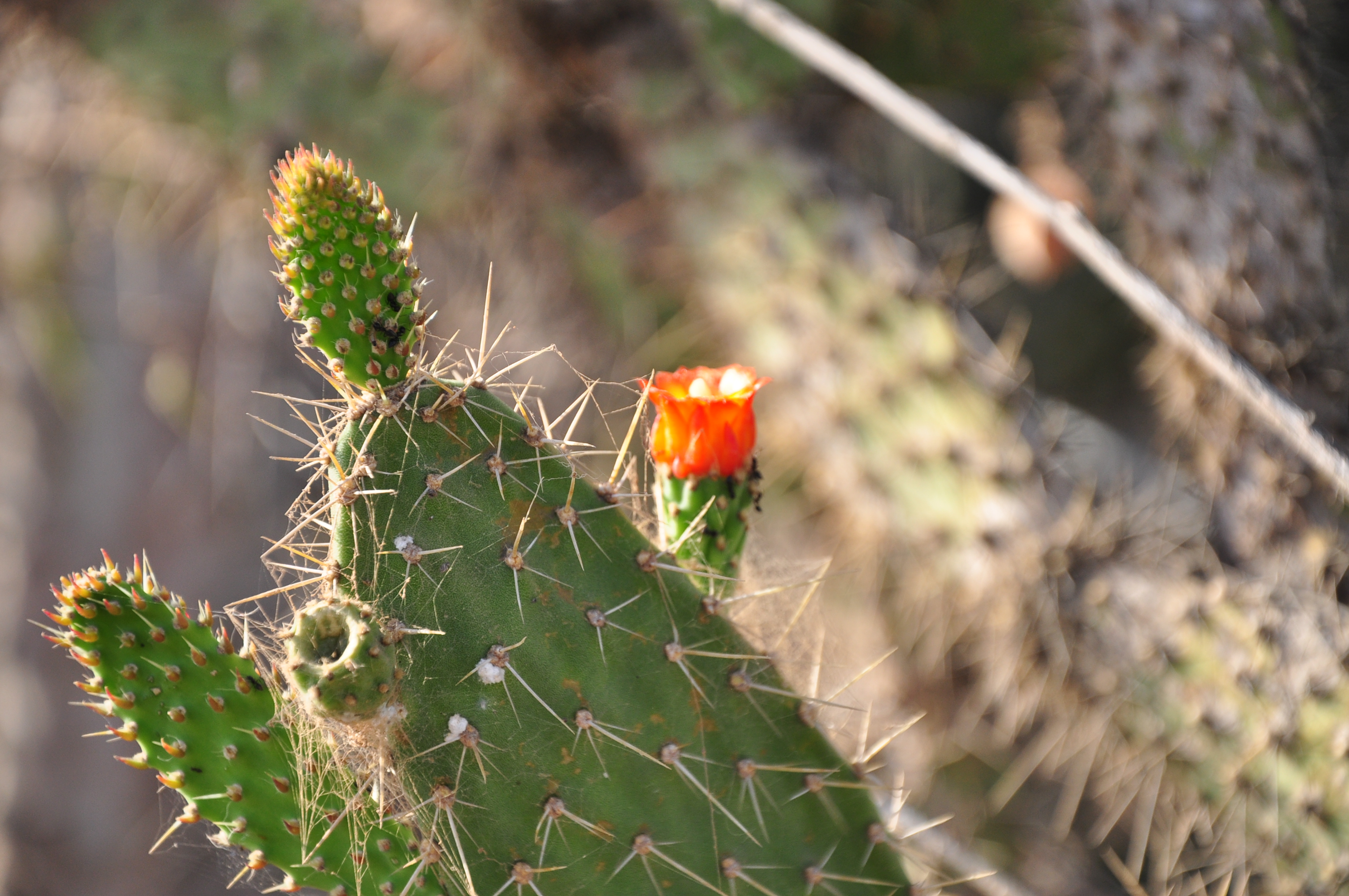
Vista de la planta

## Distribución
Es endémica de Brasil desde Rio Grande do Norte al sur de Bahia. Su hábitat natural son los bosques secos tropicales o subtropicales y los tropicales o subtropicales matorrales secos. Está tratada en peligro de extinción por pérdida de hábitat. La especie se encuentra en al menos cuatro áreas protegidas en Catimbau (Pernambuco), Gruta dos Brejões, Raso da Catarina, Parque Estadual Morro do Chapéu y Reserva Biológica Pedra Talhada.

## Descripción
Tacinga palmadora crece arbustiva en posición vertical, está densamente ramificada o abierta y por lo general sigue siendo baja, aunque también alcanza tamaños de hasta 5 metros de altura.  El tallo está  dividido en segmentos estrechos alargados y delgados, ligeramente desiguales. Los segmentos son 10 a 16 centímetros de largo y 3- 8  cm de ancho. Las areolas  se encuentran en los brotes blancos y son de color marrón ocupados con gloquidios. Tiene 1 a 4 (raramente a 6) espinas de color amarillo, de 3 centímetros de largo que son de color blanquecino con la edad. Las flores son de color ladrillo rojo a rojo brillante. Su floración se extiende en posición vertical. Los frutos son obovados de color verdoso a rojizo o púrpura. Miden 4 a 5 centímetros de largo y contienen 3-5  semillas .

## Taxonomía
Tacinga palmadora fue descrita por (Britton & Rose) N.P.Taylor & Stuppy  y publicado en Succulent Plant Research 6: 112. 2002.
Etimología
Tacinga: nombre genérico que es un anagrama de la palabra "Catinga", el área de distribución del género en el brasileño Caatinga.
palmadora: epíteto
Sinonimia
- Opuntia palmadora
- Opuntia catingicola